# La Voix d'une femme qui espère
La Voix d'une femme qui espère est un recueil de nouvelles de Alima Madima parue en 2014 aux éditons L'Harmattan, collection l'Harmattan RD Congo. Ce recueil de nouvelle centrées sur la femme où on y découvre celle qui donne la vie dans différentes situations, partagée entre tradition et modernité.

## Résumé
Ce recueil de cinq nouvelles retrace le parcours difficile des femmes vers la quête du bonheur entre joies, tristesses, espérances et mariages forcés.
Dans Un albinos, est narrée la difficile expérience vécue par une jeune femme et son fils albinos rejetés par tous. Puis dans Les pleurs du harem, Sadiya, une jeune fille sunnite, préfère se donner la mort plutôt que d'accepter de faire la volonté de ses parents en épousant un homme qu'elle n'aime pas. Ensuite dans Les bas-fonds de Mbounda, une jeune femme qui a quitté les siens pour suivre les élans de son cœur se retrouve déboussolée en perdant son époux dans le conflit qui secoue cette terre promise. Puis dans La pygmée heureuse, quant à elle, est une jeune fille dont la condition s'améliore. Et enfin dans Pardonne-moi, mon enfant enfin, une jeune femme abandonnée avec son enfant par son compagnon quelques années auparavant n'a pas enterré sa haine, en dépit de la repentance de ce dernier,.

## Contexte et inspiration
Alima Madima écrit La voix d'une femme qui espère comme une dédicace aux femmes du monde. À travers ce recueil, elle met en évidence les différentes situations, partagée entre tradition et modernité subies par celle qui  donne la vie. Tantôt c'est la femme mère qui est présentée dans ses joies, ses tristesses et ses espérances, tantôt c'est la fille ou la jeune femme qui, soumise à un mariages forcés, se retrouve écartelée entre tradition et modernité face aux violences, entre amour et haine, tantôt encore c'est la femme en général qui fait face aux croyances religieuses.

## Analyse
À travers ce recueil, elle expose ces situations comme pour donner une lueur d'espoir aux plus vulnérables d'entre elles qui souhaitent un jour rempoter le pari du bonheur . On y découvre un point commun qui est l'inquiétude qui accompagne le quotidien de tous les principaux personnages féminins et une vie heureuse incertaine, voire à conquérir. Ces textes touchants abordent des thématiques encore d'actualités aujourd'hui. Il met en évidence la nécessité de remettre en question certaines normes culturelles et sociales pour construire une société plus égalitaire.